# Xã Fairfield, Quận Fayette, Iowa
Xã Fairfield (tiếng Anh: Fairfield Township) là một xã thuộc quận Fayette, tiểu bang Iowa, Hoa Kỳ. Năm 2010, dân số của xã này là 652 người.